# Gregorio Méndez (Huimanguillo)
Gregorio Méndez es una localidad del municipio de Huimanguillo ubicado en la subregión de la Chontalpa del estado mexicano de Tabasco.

## Geografía
La localidad de Gregorio Méndez se sitúa en las coordenadas geográficas 17°43′26″N 93°35′42″O / 17.723889, -93.595000, a una elevación de 30 metros sobre el nivel del mar.

## Demografía
Según el Conteo de Población y Vivienda 2020, efectuado por el Instituto Nacional de Estadística y Geografía, la localidad de Gregorio Méndez tiene 128 habitantes, de los cuales 73 son del sexo masculino y 55 del sexo femenino. Su tasa de fecundidad es de 2.51 hijos por mujer y tiene 36 viviendas particulares habitadas.
| Gráfica de evolución demográfica de Gregorio Méndez entre 1980 y 2020 |
|                                                                       |
| INEGI.                                                                |